# Підзорна труба (фільм)
«Підзорна труба» — радянський короткометражний художній телефільм режисера Марка Геніна знятий на кіностудії «Ленфільм» в 1973 році за мотивами «Денискіних оповідань» Віктора Драгунського.

## Сюжет
Батьки Дениса Корабльова, втомлені від його нескінченних витівок, йдуть на сміливий педагогічний експеримент. Вони переконали сина, що в їх розпорядженні є якийсь прилад, що дозволяє постійно спостерігати за всіма вчинками Дениса. Теоретично була повна перемога. Дениска, наляканий постійним стеженням, поводився як ніколи стримано. У ньому оселився страх, що паралізував кожен крок змученої тотальної опікою дитини. Обрадувані спочатку мама і тато незабаром переконалися, що вони домоглися зовсім не того, що мали на увазі, і знищили «підзорну трубу», що стала нестерпною для їхнього сина.

## У ролях
- Олександр Михайлов —  Денис Корабльов
- Леонід Михайлов —  Мішка Слонов
- Олег Басілашвілі —  тато Дениски
- Клара Лучко —  мама Дениски
- Маргарита Сергеєчева —  Оленка
- Сергій Годунов —  Костик
- Бубакар-Кейта —  чемпіон

## Знімальна група
- Автор сценарію:  Валерій Попов
- Режисер-постановник:  Марк Генін
- Оператор-постановник: Володимир Бурикін
- Композитор: Владлен Чистяков
- Художник-постановник:  Марксен Гаухман-Свердлов
- Режисер: Н. Русанова
- Оператор: А. Кудрявцев
- Звукооператор: Т. Сілаєв
- Художник по костюмах: В. Могилянська
- Монтаж: Г. Баранова
- Редактор: Ю. Холін
- Директор: В. Беспрозванний